# Contea di Douglas (Minnesota)
La contea di Douglas in inglese Douglas County è una contea dello Stato del Minnesota, negli Stati Uniti. La popolazione al censimento del 2000 era di 32 821 abitanti. Il capoluogo di contea è Alexandria.

## Comunità amministrative della Contea di Douglas
| Città | Townships | Townships |
| --- | --- | --- |
| - Alexandria - Brandon - Carlos - Evansville - Forada - Garfield - Kensington - Millerville - Miltona - Nelson - Osakis † | - Alexandria Township - Belle River Township - Brandon Township - Carlos Township - Evansville Township - Holmes City Township - Hudson Township - Ida Township - La Grand Township - Lake Mary Township | - Leaf Valley Township - Lund Township - Millerville Township - Miltona Township - Moe Township - Orange Township - Osakis Township - Solem Township - Spruce Hill Township - Urness Township |

† La maggior parte di Osakis sta nella Contea di Douglas, ma una parte minore della città si estende alla Contea di Todd.